# تپه زینواینجان
تپه زینواینجان مربوط به هزاره اول قبل از میلاد است و در شهرستان پیرانشهر، بخش لاجان، دهستان لاجان شرقی، روستای زینو اینجان واقع شده و این اثر در تاریخ ۲۷ بهمن ۱۳۸۷ با شمارهٔ ثبت ۲۴۶۴۷ به‌عنوان یکی از آثار ملی ایران به ثبت رسیده است.